# Загибель сенсації

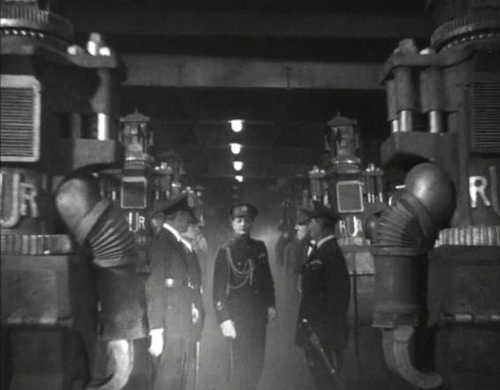
Кадр з фільму

«Загибель сенсації» (рос. Гибель сенсации), інша назва — «Робот Джима Ріпля» (рос. Робот Джима Рипля), — радянський фантастичний фільм 1935 року, поставлений режисером Олександром Андрієвським.
За однією з версій, сценарій стрічки був написаний за мотивами опублікованої в 1929 році повісті українського радянського письменника і журналіста Володимира Владка «Ідуть роботарі». У інших же джерелах стверджується, що фільм є вільною інтерпретацією п'єси чеського письменника Карела Чапека «R.U.R». Проте, у 2-му томі академічного видання Держфільмофонда СРСР «Советские художественные фильми. Аннотированный каталог» (1961) у статті про фільм відсутня будь-яка згадка про джерело, яке би було використано для написання сценарію стрічки.

## Сюжет
Джим Ріпль, інженер, виходець з робітничого середовища, конструює робота — механічного робітника, керованого по радіо. Винахідник-утопіст вважає, що його машина, замінивши робочу силу, перетворить увесь соціальний устрій суспільства. Капіталісти та їхні прислужники піддають інженера найсуворішому поліцейському нагляду, вивідують таємницю управління роботом і роблять винахід знаряддям пригнічення страйків і повстання робітників. Але таємниця управління роботом стає відомою робітникам. Коли загін механічних штрейкбрехерів виводять на боротьбу зі страйкарями, останні повертають роботів проти хазяїв-капіталістів і здобувають перемогу. Інженер Ріпль гине, розчавлений роботом.

## У ролях
| • Сергій Вечеслов    | … | Джим Ріпль, інженер           |
| • Володимир Гардін   | … | Джек Ріпль, його брат         |
| • Марія Волгіна      | … | Клер, его сестра              |
| • Ганна Чекулаєва    | … | Мері, дружина Джека           |
| • Василь Орлов       | … | Чарлі                         |
| • М. Аблов           | … | Роттерден, банкір             |
| • Сергій Мартінсон   | … | Дизер, артист мюзик-холу      |
| • Сергій Мінін       | … | Том, робітник                 |
| • Микола Рибніков    | … | фельдмаршал                   |
| • П. Полторацький    | … | Персі Грімм, міністр          |
| • Вергілій Ренін     | … | Гамільтон Грімм, син міністра |
| • Олександра Хохлова | … | дівчина з ляльками            |

• Данило Введенський, Іван Юдін, Микола Ярочкін, Михайло Доронін, Володимир Шнейдеров — майстри

## Знімальна група
- Автор сценарію — Георгій Гребнер
- Режисер-постановник — Олександр Андрієвський
- Оператор — Марко Магідсон
- Композитор — Сергій Василенко
- Режисер-монтажер — Михайло Доллер
- Художник-постановник — Фелікс Богуславський, Володимир Єгоров, Володимир Каплуновський
- Звукооператори — О. Горнштейн, Д. Флянгольц
- Конструктори машин і художники — Володимир Дубровський-Ешке, Н. Фішман